# Горлица (село)
Го́рлица (до 1948 года Джайла́в; укр. Горлиця, крымскотат. Caylav, Джайлав) — исчезнувшее село в Раздольненском районе Республики Крым, располагавшееся на севере района, в степной части Крыма, примерно в 2,5 километрах юго-западнее современного села Славянское.

### Динамика численности населения
| - 1806 год — 71 чел. - 1864 год — 47 чел. - 1889 год — 58 чел. - 1892 год — 41 чел. | - 1900 год — 127 чел. - 1915 год — 110/15 чел. - 1926 год — 167 чел. |

## История
Первое документальное упоминание села встречается в Камеральном Описании Крыма… 1784 года, судя по которому, в последний период Крымского ханства Челев входил в Мангытский кадылык Козловскаго каймаканства. После присоединения Крыма к России (8) 19 апреля 1783 года, (8) 19 февраля 1784 года, именным указом Екатерины II сенату, на территории бывшего Крымского ханства была образована Таврическая область и деревня была приписана к Евпаторийскому уезду. После павловских реформ, с 1796 по 1802 год входила в Акмечетский уезд Новороссийской губернии. По новому административному делению, после создания 8 (20) октября 1802 года Таврической губернии, Джайлав был включён в состав Хоротокиятской волости Евпаторийского уезда.
По Ведомости о волостях и селениях, в Евпаторийском уезде с показанием числа дворов и душ… от 19 апреля 1806 года в деревне Джайлав числилось 8 дворов, 58 крымских татар и 13 ясыров. На военно-топографической карте генерал-майора Мухина 1817 года деревня Чайлав обозначена с 11 дворами. После реформы волостного деления 1829 года Джайлан, согласно «Ведомости о казённых волостях Таврической губернии 1829 года», отнесли к Аксакал-Меркитской волости (переименованной из Хоротокиятской). На карте 1842 года деревня Джайляв обозначена с 21 двором.
В 1860-х годах, после земской реформы Александра II, деревню приписали к Биюк-Асской волости. Согласно «Памятной книжке Таврической губернии за 1867 год», деревня стояла покинутая — вследствие эмиграции крымских татар, особенно массовой после Крымской войны 1853—1856 годов, в Турцию, а затем она была вновь заселена татарами. В «Списке населённых мест Таврической губернии по сведениям 1864 года», составленном по результатам VIII ревизии 1864 года, Джайляв — владельческая татарская деревня, с 12 дворами, 47 жителями и мечетью при колодцах. По обследованиям профессора А. Н. Козловского 1867 года, вода в колодцах деревни была «соленоватая» а их глубина колебалась от 10 до 15 саженей (21—33 м). На трехверстовой карте Шуберта 1865—1876 годов в деревне Джайлав показаны 16 дворов. В «Памятной книге Таврической губернии 1889 года», включившей результаты Х ревизии 1887 года, в деревне Джайлав числилось 11 дворов и 58 жителей. Согласно «…Памятной книжке Таврической губернии на 1892 год», в деревне Джяйлав, входившей в Джуиньский участок, был 41 житель в 6 домохозяйствах.
Земская реформа 1890-х годов в Евпаторийском уезде прошла после 1892 года; в результате Джайлав приписали к Агайской волости. По «…Памятной книжке Таврической губернии на 1900 год» в деревне числилось 127 жителей в 17 дворах. Согласно энциклопедическому словарю «Немцы России», в 1899 году два брата Фраш из колонии Фельзенбрунн основали немецкое лютеранское поселение на 1550 десятинах приобретённой в собственность земли, в котором к 1905 году было 14 жителей. На 1914 год в селении действовала лютеранская школа грамотности. По Статистическому справочнику Таврической губернии. Ч.II-я. Статистический очерк, выпуск пятый Евпаторийский уезд, 1915 год, в деревне Джайлав Агайской волости Евпаторийского уезда числилось 18 дворов со смешанным населением в количестве 110 человек приписных жителей и 15 — «посторонних», из которых 67 мужчин и 58 женщин. Жители владели 1227 десятинами удобной земли (2 двора с землёй, 16 — безземельные). В хозяйствах имелось 100 лошадей, 26 волов, 45 коров и 370 голов мелкого скота.
После установления в Крыму Советской власти, по постановлению Крымревкома от 8 января 1921 года № 206 «Об изменении административных границ» была упразднена волостная система, и село вошло в состав Бакальского района Евпаторийского уезда, а в 1922 году уезды получили название округов. 11 октября 1923 года, согласно постановлению ВЦИК, в административное деление Крымской АССР были внесены изменения, в результате которых округа были отменены, Бакальский район упразднён, а село вошло в состав Евпаторийского района. Согласно Списку населённых пунктов Крымской АССР по Всесоюзной переписи 17 декабря 1926 года, в селе Джайлав, Бий-Орлюкского сельсовета Евпаторийского района, числилось 44 двора, все крестьянские, население составляло 167 человек, из них 114 татар, 34 русских, 15 немцев и 4 украинца. После создания 15 сентября 1931 года Фрайдорфского (переименованного в 1944 году в Новосёловский) еврейского национального района Джайлав включили в его состав, а после создания в 1935 году Ак-Шеихского района (переименованного в 1944 году в Раздольненский район) включили в состав этого нового района.
Вскоре после начала Великой Отечественной войны, 18 августа 1941 года крымские немцы были выселены — сначала в Ставропольский край, а затем в Сибирь и северный Казахстан, а в 1944 году, после освобождения Крыма от фашистов, согласно Постановлению ГКО СССР № 5859 от 11 мая 1944 года, 18 мая крымские татары были депортированы в Среднюю Азию. С 25 июня 1946 года Джайлав в составе Крымской области РСФСР. Указом Президиума Верховного Совета РСФСР от 18 мая 1948 года Джайлав переименовали в Горлицу. 26 апреля 1954 года Крымская область была передана из состава РСФСР в состав УССР. Время включения в Славянский сельсовет пока не установлено: на 15 июня 1960 года село уже числилось в его составе. Населённый пункт ликвидирован к 1968 году (согласно справочнику «Крымская область. Административно-территориальное деление на 1 января 1968 года» — в период с 1954 по 1968 годы, как посёлок Славянского сельсовета).